# اوتفرید پروسلر
اوتفرید پرویسلر (آلمانی: Otfried Preußler؛ زاده ۲۰ اکتبر ۱۹۲۳ درگذشته ۱۸ فوریهٔ ۲۰۱۳) یک نویسنده ادبیات کودک و نوجوان اهل آلمان بود. نویسنده آلمانی کتابهای کودکان که بیشتر با کتابهای سه‌گانه هوتزون پلوتز راهزن شناخته می‌شود و تاکنون بیش از ۵۰ میلیون نسخه از کتابهای او در سراسر جهان بفروش رسیده و آنها به ۵۵ زبان دنیا ترجمه شده‌اند.

## زندگی‌نامه
وی در لبرتس چکوسلواکی، Liberec - آلمانی: رچنبرگِ بوهم، Reichenberg - در جایی که پدرانش از قرن ۱۵ در آنجا زندگی می‌کردند؛ به دنیا آمد. پدر و مادر او معلم بودند و بعد از فراغت از تحصیل در سال ۱۹۴۲ به ارتش فراخوانده شد.
اگر چه او در جبهه شرقی جان سالم بدر برد؛ اما در ۱۹۴۴ بعنوان یک افسر ۲۱ ساله و زندانی جنگی، مدت ۵ سال را در اردوگاه‌های مختلف جمهوری تاتار سپری نمود. پس از آزادی در ماه ژوئن سال ۱۹۴۹، ابتدا معلم و سپس مدیر مدرسه شد و در آنجا بود که استعداد خود را در قصه گویی و تصویرگری نشان داد. بطوریکه بعدها اغلب داستانهایش منتشر گردیدند.

## نویسندگی و جوایز
وی جایزه ادبیات نسل جوان آلمان را در سال ۱۹۷۲ بدست آورد و پس از بازنشستگی از دغدغه اصلی خود یعنی نویسندگیِ داستانها، متعهد به انتشار تجربیات و خاطرات دوران اسارت شد که آنها پس از مرگ وی به چاپ رسیدند. از میان کتابهای کودکان او می‌توان به قصه جادوگر کوچک، The Little Witch و شبح کوچولو، The Little Ghost اشاره نمود. دیگر آثار وی، داستانهای هوتزون پلوتز راهزن، Robber Hotzenplotz است - سریال نمایشی آن از تلویزیون کشورمان پخش گردیده‌است - که شامل سه کتاب ذیل می‌باشد:
- the Robber Hotzenplotz
- Further Adventures of the Robber Hotzenplotz
- Final Adventures of the Robber Hotzenplotz